# گرنگ کول
گرنگ کول (انگلیسی: Garang Kuol؛ زادهٔ ۱۵ سپتامبر ۲۰۰۴) بازیکن فوتبال است.
از باشگاه‌هایی که در آن بازی کرده‌است می‌توان به باشگاه فوتبال سنترال کوئست مارینرز اشاره کرد، او در ژانویه به صورت قرضی از باشگاه فوتبال نیوکاسل یونایتد به باشگاه فوتبال کلتی هارتز منتقل شد.
وی همچنین در تیم ملی فوتبال استرالیا بازی کرده‌است.